# Hyla simplex
Espèce
Synonymes
- Hyla chinensis var. simplex Boettger, 1901
- Hyla simplex hainanensis Fei & Ye, 2000

Statut de conservation UICN

 LC  : Préoccupation mineure
Hyla simplex est une espèce d'amphibiens de la famille des Hylidae.

## Répartition
Cette espèce se rencontre :
- dans le centre et le Nord du Viêt Nam ;
- dans le nord-est du Laos ;
- dans le centre et le Sud de la Chine dans les provinces du Guangdong, du Guizhou, du Guangxi, du Hainan et du Zhejiang.

## Publications originales
- Boettger, 1901 : Aufzählung einer Liste von Reptilien und Batrachiern aus Annam. Berichte über die Senckenbergische naturforschende Gesellschaft in Frankfurt am Main, vol. 1901, no 2, p. 45-53.
- Fei & Ye, 2000 : A new subspecies of Hyla simplex Boettger from China (Amphibia: Hylidae). Cultum Herpetologica Sinica, vol. 8, p. 71-73